# Jackie Walker
Jackie Walker (* ca. 1939) ist ein US-amerikanischer Rockabilly-, Doo-Wop- und Pop-Sänger.

## Leben und Wirken
Jackie Walker war in den 1950er- und frühen 1960er-Jahren Student an der UCLA University.
Walker nahm seine erste Platte 1954 für Imperial Records auf „Big Fat Fib / Little Too Little“. Es folgten 3 Singles für Chevron Records, wobei eine davon 1957 bei Dot Records in einem Pop-Stil gemischt mit Country veröffentlicht wurde. Er schaffte mehrere lokal Hitlisten mit „On The Way Home / Love Sublime“, gefolgt von einem Vertrag mit Imperial Records. Seine nächste Single dort, Peggy Sue, war ein Cover des Buddy-Holly-Hits. Anfang 1958 erschien bei Imperial mit Only Teenagers Allowed / Oh Lonesome Me eine weitaus „härtere“ Rockabilly-Single mit Joe Maphis an der Gitarre. Die B-Seite Oh Lonesome Me war wieder ein Cover, diesmal von Country-Star Don Gibson. Walkers letzte Single bei Imperial erschien im Sommer 1958 mit Good, Good Feelin’ , dass von Johnny und Dorsey Burnette geschrieben wurde. Zusammen mit Sally Stevens, Jim Mitchell und Jim Patton sang Walker danach in der Doo-Wop-Gruppe The Baysiders. Es folgten Solo Aufnahmen für Everest, Montclare, Nico und seinem eigenen Tidal Label. In späteren Jahren produzierte er erfolgreich mehrere christliche Alben, TV Shows und Bühnenstücke und hat inzwischen auch 4 Bücher geschrieben.

## Diskografie
| 1957                    | Love Sublime / On the Way Home                            | Dot 15552          |
| 1957                    | Peggy Sue / Wonderful One                                 | Imperial X5473     |
| 1958                    | Only Teenagers Allowed / Oh Lonesome Me                   | Imperial X5490     |
| 1958                    | Good, Good Feelin’ / Eternally (Wanting You, Needing You) | Imperial X5521     |
| 2014                    | Only Teenagers Allowed                                    | Hydra CD 27152     |
| Unveröffentlichte Titel |                                                           |                    |
|                         | Take a Dream                                              | [Status unbekannt] |